# 반도호텔
반도호텔은 1936년에 한반도 경성부에 세워져 1974년까지 대한민국 서울특별시 소공동에 있었던 호텔이다. "노구치 쥰"으로도 알려져 있던 일본 제국 실업가인 노구치 시타가우가 세웠다.  자유당 소속 국회의원인 이기붕과 제2공화국의 총리인 장면이 8층에 집무실을 두기도 하였다.

## 역사
반도호텔은 1936년에 건설되었다. 노구치 시타가우는 당시 조선반도에 여러 공장과 회사를 운영하고 있었는데, 어느날 작업복 차림으로 조선호텔에 들어갔다가 허름하게 보였던 탓에 호텔 분위기와 어울리지 않다는 이유로 쫓겨났다. 그는 황금정 1정목 18번지에 있는 2,000평 토지를 사들여, 지하 1층, 지상 8층으로 조선호텔보다 더 높게 건축하였고, 조선호텔을 내려볼 수 있는 5층에 사무실을 두었다.
1945년 9월 8일에 제24(XXVI)군단 군단장 존 R. 하지 중장이 군정을 위해 재조선 미국 육군사령부 군정청 본부를 반도호텔에 설치하였다.
1948년 8월 24일, 202호실에 KLO부대 본부가 설치되었다.
1949년, 대한민국 정부가 수립되고 군정청이 폐지될 때 반도호텔은 1949년에 교통부 관리국 소유의 관광호텔로 지정되었고, 대한민국-미국 관계에서 화합과 협력을 위해 주한 미국 대사관 사무실이 설치되었다.
1950년 9월 말, 서울 수복 전투 이후, 다음달 10월에 AFN Korea 중파 라디오 이동방송국이 설치되었다.
1963년 국제관광공사에서 운영하기 시작하였으나, 노후화와 다른 호텔과의 경쟁에서 밀렸고, 1974년 6월에 롯데그룹 초대 회장인 신격호가 사들였다.

## 사진

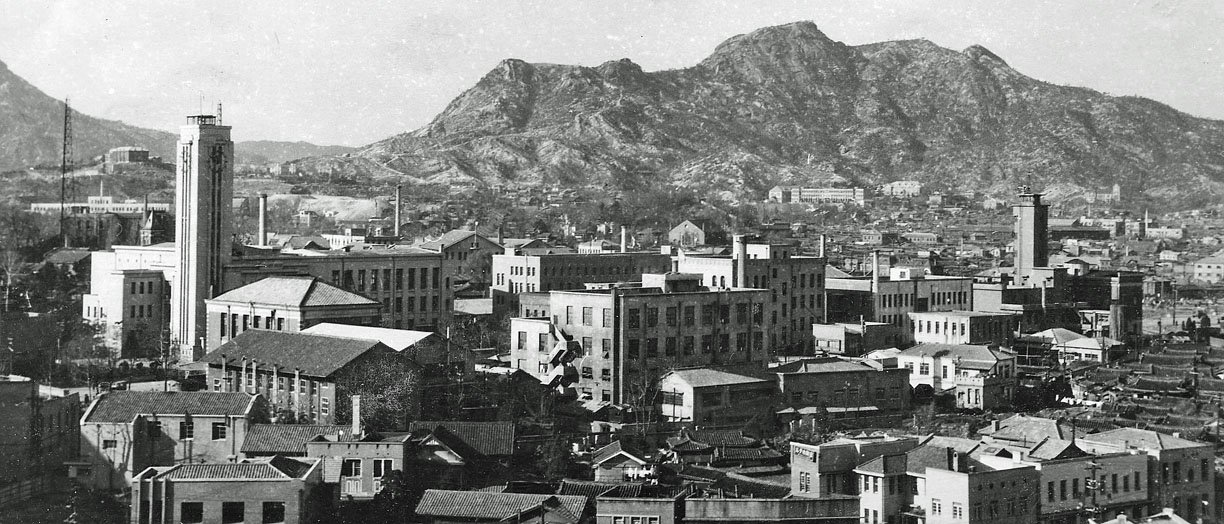
중앙에 있는 건물 (1945년 11월 2일 촬영)
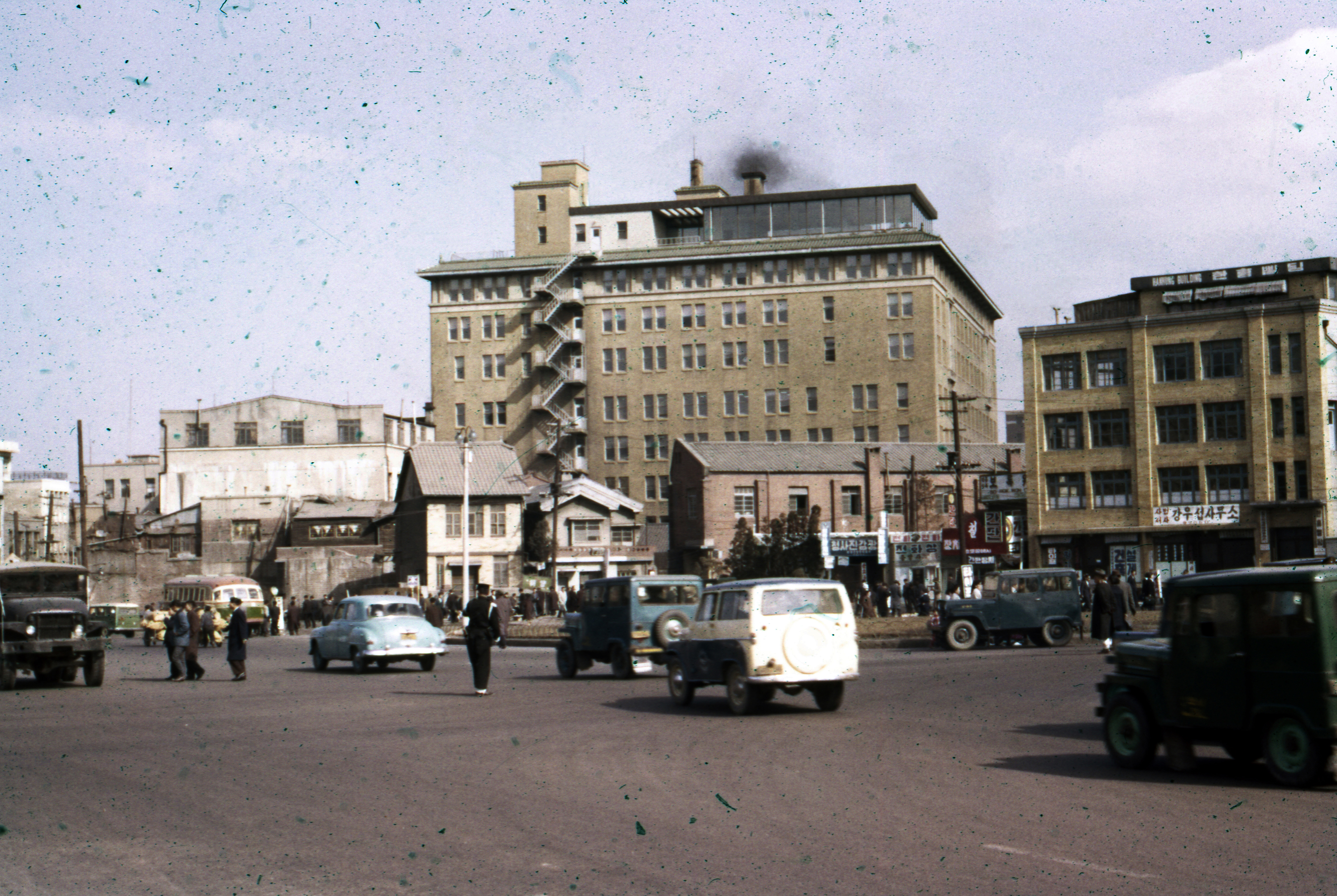
반도호텔 주변 (1960년 3월)

## 참고
1. ↑  정연석 (2017년 7월 9일). “조선호텔에서 쫓겨난 일본인이 화나서 지었다는 그 호텔”. 중앙일보. 중앙Sunday. 2021년 7월 21일에 원본 문서에서 보존된 문서. 2020년 11월 11일에 확인함.
2. ↑  이진현 (2018년 1월 5일). “서울의 호텔이야기(1)”. 서울시 구로구 83-11: 서울역사박물관. Redian. 2020년 11월 11일에 확인함.
3. ↑  Boose 2016, 202쪽.
4. ↑  이진현 (2018년 10월 22일). “[호텔산업의 탄생(2) 반도호텔의 등장] 日 자본 결정체…해방 후 美 대사관으로” (1455). 월간중앙. 2023년 5월 11일에 확인함.
5. ↑  “7.1979년 롯데호텔, 롯데쇼핑 개관”. 전국경제인연합회. 2023년 5월 10일에 확인함.

- Boose, Donald W. (2016년 3월 23일). 《The Ashgate Research Companion to the Korean War》 (영어). Routledge. 2017년 2월 2일에 확인함.